# Шумигора Іван Іванович
Іван Іванович Шумигора (1894, Маньківка, сьогодні Тульчинський район — 17 жовтня 1927) — один із засновників і організаторів Української-національно-козацької партії в 1924 році.

## Біографія
Народився в 1894 році в селі Маньківці Гайсинського повіту Подільської губернії. Разом з Василем Артеменком розробив статут і програму Української-національно-козацької партії, а також Конституцію Української республіки з гаслом незалежності України.
Був одружений з Чернишовою А. А.; мав двох синів — Олександра та Івана. В Києві мешкав на вулиці Пирогівській 5, помешкання 5.
Розстріляний 17 жовтня 1927 року. Похований в Києві на Лук'янівському цвинтарі (поховання зрівняно з землею).